# ГЕС Güllübağ
ГЕС Güllübağ – гідроелектростанція на північному сході Туреччини. Знаходячись перед ГЕС Аркун, наразі становить верхній ступінь каскаду на річці Чорох, яка впадає до Чорного моря біля грузинського міста Батумі. При цьому можливо відзначити, що в майбутньому вище від ГЕС Güllübağ планується спорудити станції Лалелі та İspir, а нижче – станцію Аксу.
В межах проекту річку перекрили бетонною греблею висотою 72 метри, на час будівництва якої воду відвели за допомогою тунелю довжиною 0,65 км з діаметром 6,5 метра. Вона утримує водосховище з об’ємом 21 млн м3 (корисний об'єм 12 млн м3), в якому припустиме коливання рівня поверхні у операційному режимі між позначками 1133 та 1147 метрів НРМ.
Зі сховища через лівобережний масив прокладено дериваційний тунель довжиною 3,25 км з діаметром 6 метрів, який продовжується коротким напірним водоводом до наземного машинного залу. В системі також працює запобіжний балансувальний резервуар висотою 75 метрів з діаметром до 22 метрів.
Основне обладнання станції складається з трьох турбін типу Френсіс загальною потужністю 96 МВт, які при напорі у 106 метрів повинні забезпечувати виробництво 314 млн кВт-год електроенергії на рік.